# Vladislav Kvasnicka
Vladislav Kvasnicka, né le 13 décembre 1956 et mort le 10 juin 2012 à Prague, est un réalisateur et documentariste tchèque.